# Jan Johannes Wieringa
Jan Johannes Wieringa ( 1967) es un botánico neerlandés, habiendo realizado recolecciones botánicas en Gabón.

## Algunas publicaciones

### Libros
- 1991. Achter de zoom van het oerwoud: verslag van een stage en onderzoek in Gabon (Detrás del borde de la selva: informe de una formación e investigación en Gabón). 38 pp.

- 1999. Monopetalanthus exit: a systematic study of Aphanocalyx, Bikinia, Icuria, Michelsonia and Tetraberlinia (Leguminosae, Caesalpinioideae). Volumen 99 de Wageningen Agricultural University papers. 320 pp. ISBN 9058081214
- La abreviatura «Wieringa» se emplea para indicar a Jan Johannes Wieringa como autoridad en la descripción y clasificación científica de los vegetales.[2]